# Növénytermesztés

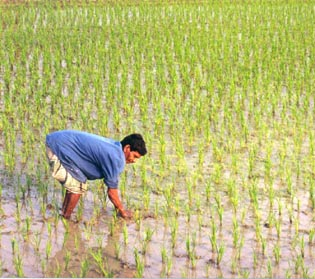
Bangladesi rizsmunkás

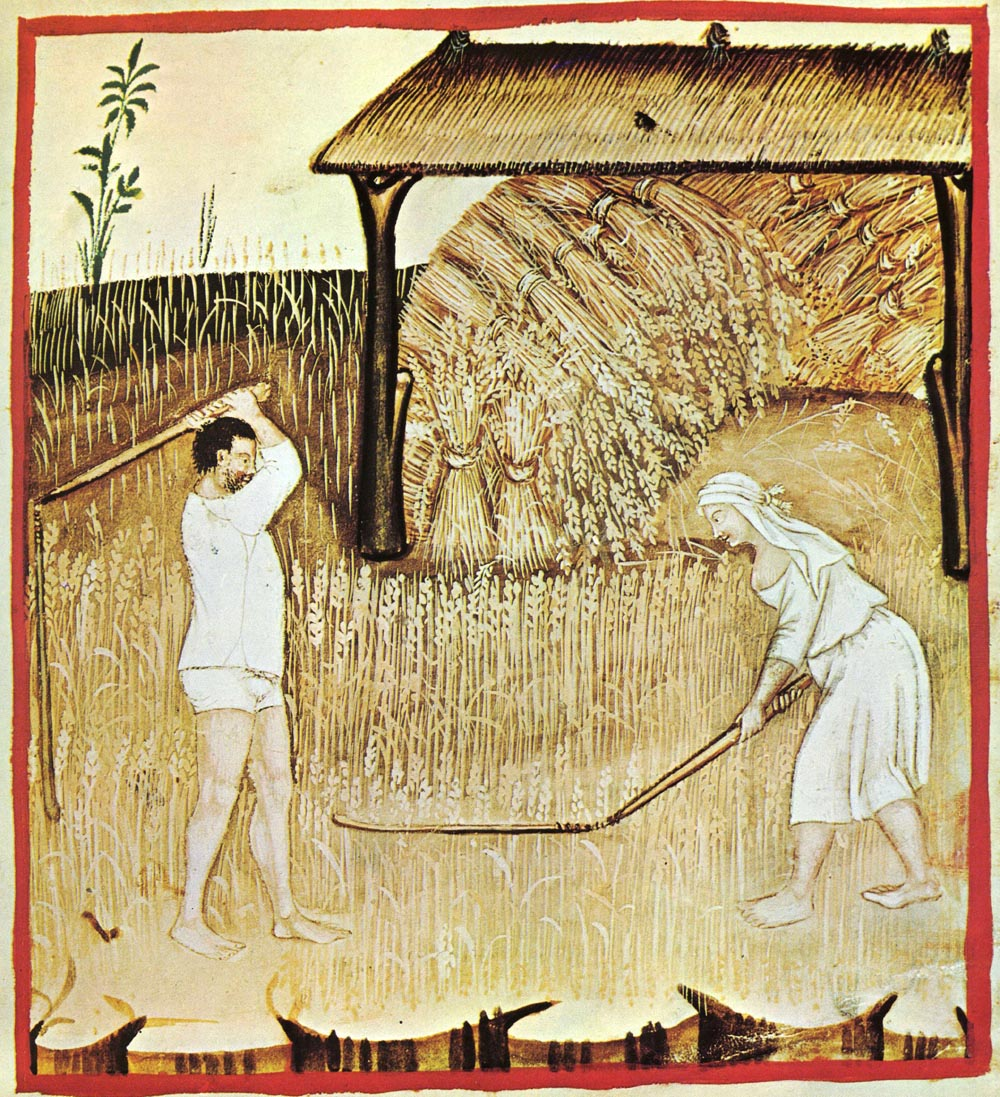
Gabonabetakarítás és cséplés a 14. századi Itáliában

A növénytermesztés az állattenyésztés mellett a mezőgazdaság egyik fő területe. Gyakran földművelésnek nevezik. A világ agrárterületeinek a felén négy növény osztozik: szójabab, búza, kukorica, valamint a rizs.

## A földművelés története

### Talajváltó gazdálkodás
Az első haszonnövények tudatos vetése után a gazdálkodás sokáig parlagos volt: egy-egy helyen addig gazdálkodtak, amíg a termőtalaj ki nem merült. Utána odébb költöztek, és új területet műveltek meg. A művelésből kivont, felhagyott terület volt a parlag. Az ilyen földeket termékenységük visszanyeréséhez általában 25–30 évig kellett pihentetni; ennyi idő kellett a megfelelő talajszerkezet kialakulásához és a gyomok kipusztulásához.

### Öntözéses gazdálkodás
A népesség szaporodásával belterjesebb gazdálkodásra volt szükség, így azokon a helyeken (Egyiptom, Mezopotámia, az ázsiai termelési mód országai), amelyeken a bővizű folyók ezt lehetővé tették, az öntözéses földművelés vált a gazdaság uralkodó ágává. A nagy öntözőrendszerek kiépítéséhez erősen központosítani kellett az államszervezetet, így despotikus, rabszolgatartó államok alakultak ki.

### Nyomásos gazdálkodás
A kevésbé öntözhető területeken a terméshozamokat nyomásos gazdálkodással fokozták. Ez volt az európai feudalizmus földművelésének meghatározó módja: először az egyszerűbb két-, majd (jellemzően a 9. századtól) a háromnyomásos változatban:
- a kétnyomásos gazdálkodásban a művelt földterület felén termeltek valamit (jellemzően gabonát), a másik felét pihentették;
- a háromnyomásos gazdálkodásban már csak a terület egyharmada volt ugar, és a termőképesség fokozása érdekében azt is egyre inkább megművelték.

A kétnyomásos gazdálkodást az ókori görögök és rómaiak már az i. e. 1. században ismerték. A háromnyomásos gazdálkodás az i. sz. 9. századtól terjedt el a kontinensen.
A földművelés legfontosabb eszköze az eke, a borona, a sarló és a kasza volt. Az ekétől függött az, hogy milyen mélyen sikerül megforgatni a talajt. Így amikor a könnyű faekét lassan felváltotta a vas alkatrészekből álló, ökrökkel vontatott nehézeke, lényegesen nőtt a megtermelt gabona mennyisége.
Ha aratáskor sarló helyett kaszát használtak, gyorsabban haladt a munka. Az állatokkal kitapostatott gabonát malmokban őrölték meg. A szügyhám jelentősen megnövelte a fogatolt állatok húzóerejét.
A háziállatok közül főként sertést és szarvasmarhát tenyésztettek. Fokozatosan a szárnyasok tartása is elterjedt. A disznókat az erdőben makkoltatták, a többi állat számára a legelők, rétek biztosítottak takarmányt. Fontos szerepet játszottak az állati eredetű ételek (hús, szalonna, zsír, sajt, tej). Kedvelt táplálék volt a hal, mert böjt idején nem lehetett húst fogyasztani.
A 18. századra a búza terméshozama Európában 0,5–0,7 t/ha-ra nőtt; tovább csak igen lassan emelkedett. Ennek alapján, az 1650–1800 közötti időszak statisztikai adatait elemezve vezette le Thomas Malthus ismert törvényét a népesedés korlátjáról.

### Vetésforgó
A vetésforgó lényegében egy művelet, mely a talaj minőségéért felelős. például: ha egy adott területre elvetünk egy fajta növényt, akkor az a földből kiveszi a számára szükséges tápanyagokat. Így a föld összetétele megváltozik. Mikor az adott növény kiöregedik, akkor érdemes más fajta növényt vetni, amely más anyagokon épül föl, így más, a földben megtalálható anyagokat nyeri ki, és ez idő alatt pótolható az előző években kikopott tápanyag is.
A vetésforgó a mezőgazdasági termelés egyik alapvető technikája, amely a növények különböző fajtáit és családjait váltogatja az adott területen, így elősegítve a talaj termőképességének fenntartását és javítását. A vetésforgó előnyei közé tartozik:
- A talaj tápanyag tartalmának javítása, mivel a különböző növények eltérő mértékben használják fel a talaj tápanyagait, így a vetésforgó lehetővé teszi a talaj tápanyag tartalmának kiegyensúlyozását.
- A talaj fertőző betegségeinek és kártevőinek kezelése, mivel a különböző növények eltérő mértékben érzékenyek a különböző betegségekre és kártevőkre.
- A talaj szerkezetének javítása, mivel a különböző növények eltérő mértékben befolyásolják a talaj szerkezetét.
- A terméshozam növelése, mivel a vetésforgó lehetővé teszi a talaj javítását és a kártevők és betegségek kezelését, így a növények egészségesebbek és termékenyebbek lehetnek.

A vetésforgó gyakran tartalmazza az olyan növényeket, mint a gabonafélék, hüvelyesek, olajos növények és takarmánynövények, amelyek eltérő tápanyagigénye és talajigénye miatt kiegészítik egymást és elősegítik a talaj termékenységének fenntartását. A megfelelő vetésforgó kialakítása és követése fontos szerepet játszik a hatékony és fenntartható mezőgazdasági termelésben.

## A termékenység fokozásának módszerei
Már az ókorban felfigyeltek arra, hogy az áradó folyók termékeny iszapot terítenek szét árterükön. Ez főleg Egyiptomban, a Nílus völgyében vált a termékenység megújításának fő módszerévé — olyannyira, hogy a vetés–betakarítás ciklusait is a folyam áradásaihoz igazították.
Azokon a területeken, amelyeken a termőképességet efféle természeti folyamatok nem újították meg, a talajból kivont tápanyagokat mesterségesen kellett pótolni. Ennek két fő módszere sokáig az ásványi és a szerves trágyázás volt; ezeket a 19. század második felétől nagyrészt a műtrágyázás váltotta fel.

## A termesztett növények

### Gabonafélék
Gabonaféléknek nevezzük tágabb értelemben azokat a növényeket, melyeket lisztes magjukért termesztünk. Szűkebb értelemben csak a perjefélék (Gramineae) családba tartozó növények a gabonafélék. A legnagyobb jelentőségű gazdasági növények, mivel az emberiség táplálékának alapját képezik. A világ gabonatermeléséből a búza (225 951 e ha*), a rizs (146 455 e ha*) és a kukorica (129 664 e ha) részesedése a legjelentősebb.
- Búza (Triticum aestivum L.): Könnyen alkalmazkodik a különböző ökológiai feltételekhez. Az északi félgömb mérsékelt éghajlati övében termesztik, elsősorban kenyérnövényként. Az éghajlati adottságoktól függően termesztenek őszi, illetve tavaszi búzát. Egyre jelentősebbek a durumbúzák, amelyek lehetnek tavaszi, illetve járó típusúak. Hazánkban a búza termésátlaga 5,1 t/ha.[3]
- Rozs (Secale cereale L.): A hűvösebb, csapadékosabb éghajlatot kedveli, gyengébb minőségű talajban is megterem, valamint a hideget, és a hosszabb telet is jobban bírja, mint a búza. Termésátlaga, Termésminősége elmarad a búzától, ennek oka egyrészt a poliploidizáció hiánya. Termésátlaga Magyarországon 2,7 t/ha.[3]
- Tritikálé (× Triticosecale Wittm. ex A. Camus.): A búza és a rozs keresztezéséből kialakított állandósult hibrid, nevét is e két növény tudományos nevének összevonásából kapta. Általában takarmánygabonának termesztik. Magyarországi termésátlaga 1,8 t/ha körül alakul.
- Árpa (Hordeum vulgare L.): A legkülönbözőbb éghajlati adottságú területeken is termesztik. Két fő változata az őszi és a tavaszi árpa. Az őszi árpát főleg takarmányozási céllal termesztik, míg a tavaszi árpának az emberi táplálkozásban van vitathatatlan jelentősége, a sörgyártás egyik alapanyaga. Termésátlaga hazánkban 4,2 t/ha körüli.
- Zab (Avena sativa L.): Fontos táplálékunk, emellett takarmányozásban is fontos szerepet játszik. Jó biológiai értékű, magas E-vitamin tartalmú. Szalmáját is takarmányként használják. Gyakran termesztik keverék-zöldtakarmányként borsóval, bükkönnyel párosítva. Termésátlaga 3,1 t/ha.[3]
- Kukorica (Zea mays L.): Nagy energia-tartalmú takarmánynövény. Etetik abraktakarmányként, de silózva, kukoricaszilázsként is. A gabonafélék közt legnagyobb a terméspotenciálja. Melegigényes növény. Napjainkban legjelentősebb a hibridtermesztés. Termésátlaga 7 t/ha.[3]
- Rizs (Oryza sativa L.): szubtrópusi és trópusi monszunterületeken termesztik. Két fajtát különböztetünk meg: a vízi (vízigénye a tenyészidőszakban óriási) és a hegyi rizst. Utóbbit a magasabban fekvő területeken termesztik, öntözést nem igényel. A rizs növekedése alatt nagy meleget, érés idején szárazságot igényel. Termesztése nagyon munkaigényes.

### Egyéb élelmiszernövények
- Burgonya: A burgonya az Andokból származik; az indiánok több mint 5000 éve termesztik. A 16. századi Európában még dísznövény volt. Az 1700-as évektől egyre népszerűbb lett, felfedezték a benne rejlő értékeket. Többek között káliumot, fehérjét, vasat, magnéziumot és C- és B-vitamint tartalmaz. A burgonya az emberiség egyik legfőbb tápláléka, szinte minden országban termesztik. Magyarországon II. József magyar király uralkodása idején kezdték termeszteni és az 1815-ös éhínség alatt terjedt el.

Egyéb elnevezései: kolompír csucsor, kolompér, krumpli, pityóka, péra, kukujo, körömpe

### Cukoripari növények

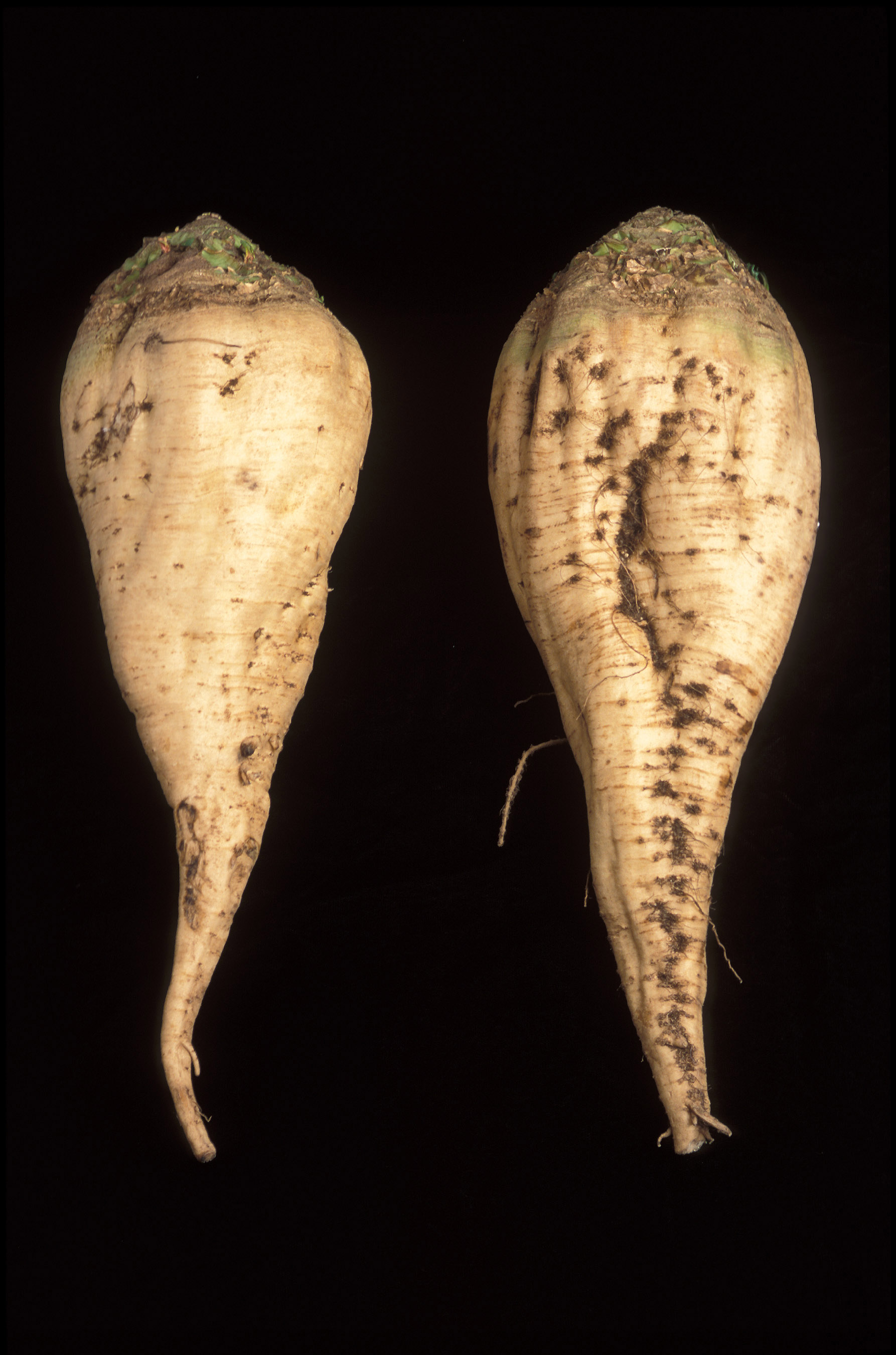
Cukorrépa

Cukorrépa, cukornád: a világon a legjelentősebb termesztett, cukortartalmú növények. Egyes területeken (Ázsia, Afrika) cukorcirokból is állítanak elő cukrot. A cukorrépa a mérsékelt éghajlati övre jellemző; hő- és csapadékigénye a cukornádénál kisebb. A mélyen gyökerező cukorrépa az alsóbb talajrétegek vízkészletéből (1–2 méter mélyről) is sokat felhasznál, ezért a jó víztartó, mélyrétegű talajokon kevésbé aszályérzékeny. Többéves szárazság esetén öntözni kell, mert ilyenkor a talajvíztükör mélyebbre süllyed.

### Olajtartalmú növények
Az olajtartalmú növényeket a különböző éghajlati adottságoknak megfelelően termesztik.
- Szója: trópusi, monszun és kontinentális területeken termesztik.
- napraforgó: kontinentális területeken terjedt el.
- Olajfa: a mediterrán térségben terjedt el.
- Földimogyoró: trópusi és szubtrópusi területeken terjedt el.
- Olajpálma: egyenlítői területekre jellemző.
- Repce:

### Textilipari növények

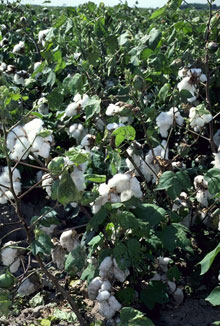
Gyapot

A textilipari növények közül a len, a kender, a juta és a gyapot a legjelentősebbek.
- Gyapot: Fény- és hőigénye nagy, a trópusi területek kivételével mindenhol eredményesen termeszthető. Legjelentősebb termelők: Kína, Kazahsztán és az Egyesült Államok. A legjobb minőségű gyapotot Egyiptom termeli.
- Len: mérsékelt éghajlatú, hűvös, csapadékos övezetekre jellemző. Vékony, egyenes szárú, kb. 60 cm magas egynyári növény. Eredete ismeretlen, de az egész szubtrópusi és mérsékelt övben termesztik. Szárából vászonkészítésre alkalmas rostot, magjából lenolajat készítenek.
- Kender: mérsékelt éghajlatú, száraz, meleg területeken termesztik. Eredetileg Ázsia középső részén honos, de a világ más részein is elterjedt. Kb. 1,5 méter magas, de van 6 méterre megnövő fajtája is (óriáskender). Általában rostjai miatt termesztik. Levele összetett, tenyeres szerkezetű, általában 3-7 levélkéből áll. A nemesebb fajták tápanyagban gazdag talajon termeszthetők sikerrel.
- Juta: Ázsiában termesztik , kb. 3,5 méter magas egynyári növény Ázsiában honos, szárát áztatás és verés után szálaira bontják és csomagolóanyagnak, zsákok készítésére használják.

### Élvezeti növények
Az alábbi növények felhasználása, alkalmazása évezredes múltra tekint vissza. Az ember évezredek óta használja ezeket a természetes, növényi szereket, kellemes ízük, illatuk és élénkítő hatásuk miatt. Ezeknek a szereknek az elkészítése évszázadokon keresztül nagyon szigorú szertartásokhoz volt kötve (japán és angol teaszertartás, török kávészertartás). A felsorolt növények közös hatása, hogy fokozzák az agyi keringést, ezáltal csökkentik a szellemi fáradtságot, de (kisebb fokban) a testi fáradtságérzetet is. Fokozzák a kombinációs készséget, a beszédképességet, javítják az általános közérzetet. Fokozzák a gyomorsavelválasztást, ezáltal könnyebbé teszik az emésztést.
A legfontosabb élvezeti növények:

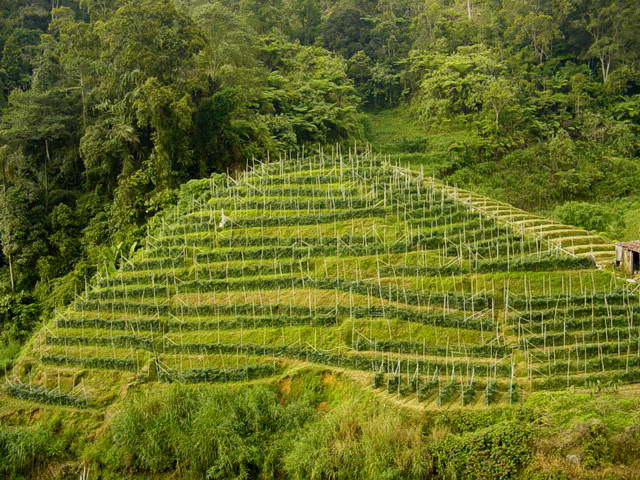
Teaföld Malajziában

- Tea: A teát főként Kínában, Indiában, Srí Lankán, Tajvanon, Japánban, Nepálban, Ausztráliában és Kenyában termesztik. (A teakereskedelemben Sri Lanka és Tajvan még a régi neveikkel, Ceylon és Formosa néven használatos.)

A tea négy fő fajtáját azok feldolgozása alapján csoportosítjuk. A Camellia sinensis egy örökzöld cserje, melynek levelei – ha leszedésük után nem kerülnek gyorsan megszárításra – hamarosan elkezdenek elhervadni és oxidálódni. Ez a folyamat emlékeztet az árpa erjedésére, amennyiben a keményítő átalakul cukrokká; a levelek folyamatosan barnulni kezdenek, ahogy a klorofill lebomlik és tanninok keletkeznek. A feldolgozás következő lépése az oxidációs folyamat megállítása egy előre meghatározott ponton úgy, hogy hevítéssel eltávolítják a levelekből a nedvességet. A fermentáció kifejezést használták ezen folyamatra (valószínűleg a borkedvelők kezdeményezésére), és ez a kifejezés megmaradt annak ellenére, hogy valódi fermentáció nem történik.

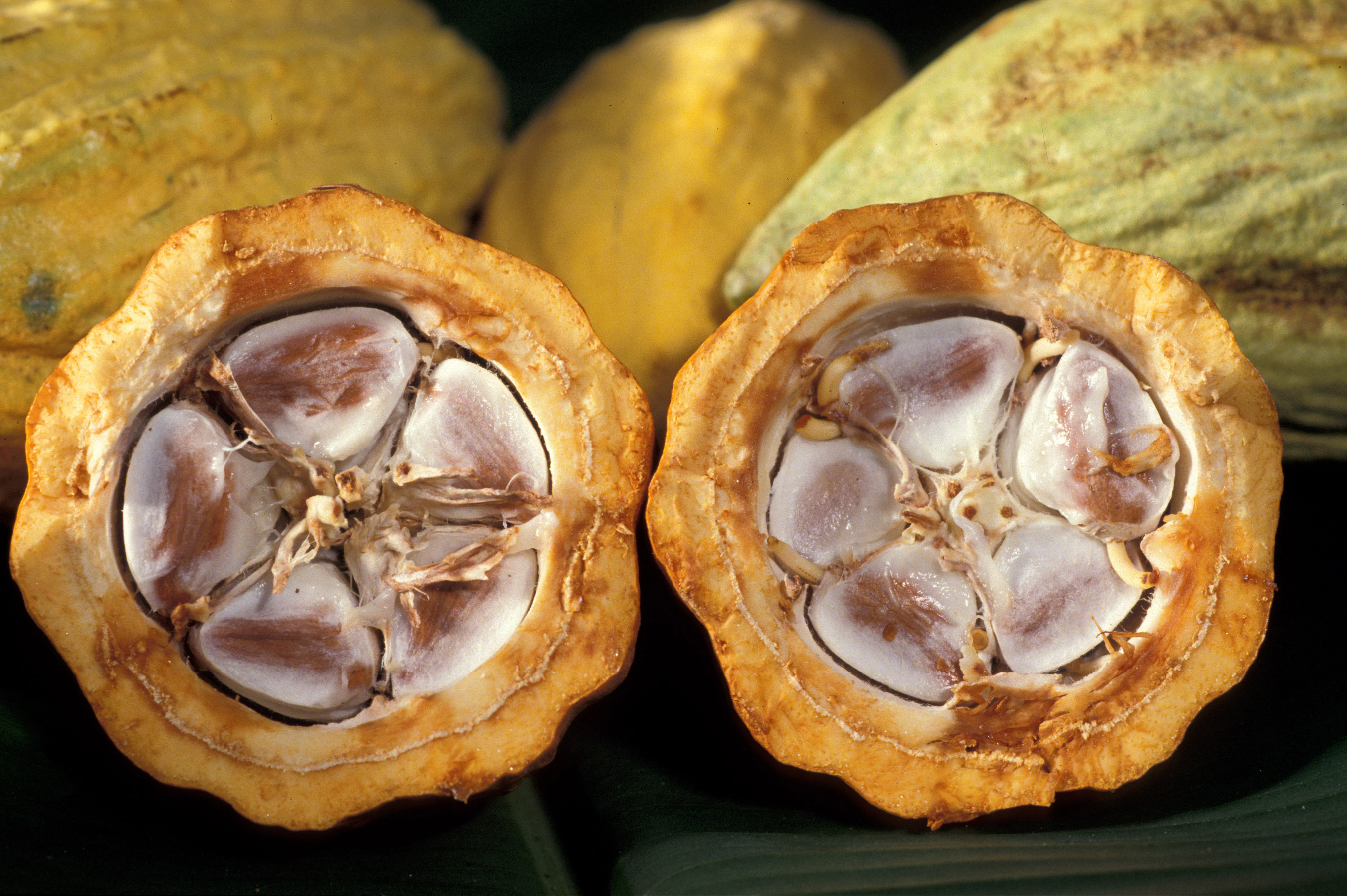
Kakaóbab

- Kakaó: A kakaónak különleges története van, a dél-amerikai indiánok pénzként és italnak elkészítve egyaránt használták. Európába 1650 körül került be a teával egy időben. Ekkor még rendkívül drága csemegének számított, arannyal kellett fizetni érte. A 19. század elején létesítették az első ültetvényeket a nyugat-afrikai Aranyparton. A kakaó iránti láz egyre nőtt Európa-szerte, lassan kifizetődőbb volt az ültetvények gondozása, mint az aranybányászat. A világ legnagyobb kakaótermelője Ghána. A 19. század elején már szinte minden trópusi vidéken megkezdték a kakaóültetvények létesítését. A 17. századig csak italként fogyasztották.

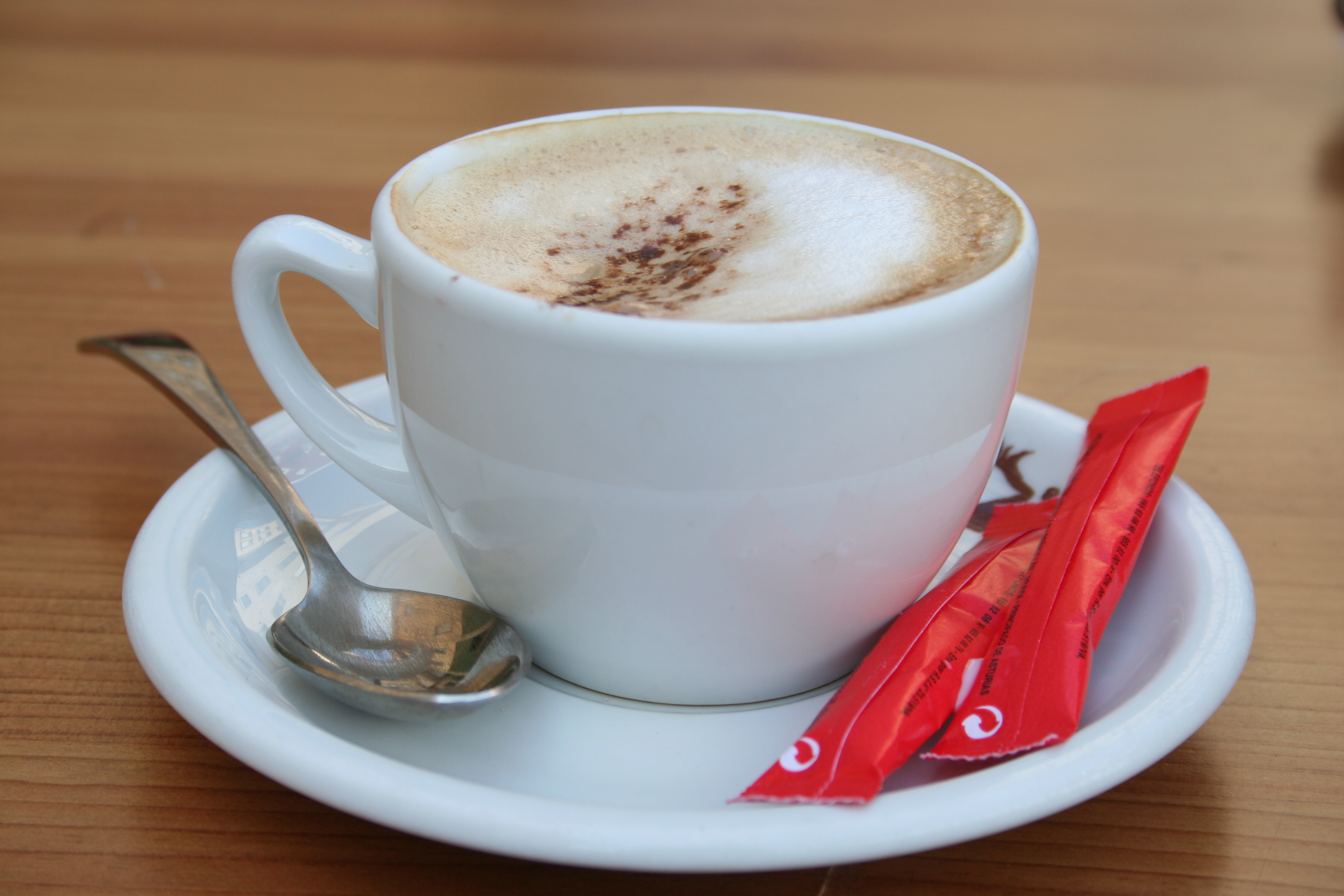
Egy csésze kávé

- Kávé: A kávét a Kelet-Afrikában, Közép- és Dél-Amerikában, a Karib-szigeteken és Új-Guineában termelt Coffea arabica és a Nyugat-Afrikában vagy Indonéziában honos Coffea robusta magjából, a babkávéból készítik, a magokat megpörkölve. A Coffea arabica íze meghatározóbb, de pörköléssel és keverékekkel változtatnak rajta. A Coffea robusta ellenálló a kártevőkkel szemben, jól alkalmazkodik a nedves, meleg éghajlathoz.
- Szőlő: lásd még: bor
- Dohány: A dohány ma az emberiség által legkedveltebb pszichoaktív szer. Amerikából származik, már az indiánok is ismerték. A portugálok által terjedt szét a világban, az 1600-as évek közepére egész Európában elterjedt. A dohány tartalmazza az egyik legerősebb függőséget kiváltó anyagot, a nikotint. A nikotin több súlyos betegség kiindulópontja, a már kialakult betegséget súlyosságát fokozza, ennek ellenére Európában az 1500-as években még orvosságként alkalmazták. A nikotin kis mennyiségben élénkítő hatást gyakorol a szervezetre, azonban kis mennyiségű felhasználása is kockázatokkal jár. A dohányos nem csak a maga, hanem a környezete egészségét is rombolja. Mára, miután felismerték a dohányzás egészség károsító hatását, több országban részlegesen betiltották.
- Drogok:
  - Kender (Cannabis): hasis
  - Mák: ópium, morfium, heroin
  - Kokacserje: kokain

A drogokról további információ a kábítószer szócikkben található.

### Takarmánynövények
A megtermelt gabona 40%-át az állatok takarmányozására fordítják. A legfontosabb takarmánynövény a kukorica; a szemes kukorica sertés- és baromfitenyésztésnél fontos, a siló kukorica a szarvasmarhák téli takarmányozásához nélkülözhetetlen. A világtermelés több mint felét az Egyesült Államok és Kína adja. A hűvösebb területeken az árpa és a zab a legfontosabb szemestakarmány. A szója termesztési területe egyre jobban növekszik. Az istállózó állattartás terjedésével növekszik a szálastakarmányok, például a lucerna szerepe. Egyre jelentősebb a legelő- és rétgazdálkodás, mivel a Föld állatállományának kétharmada természetes legelőkön legel.

### Gyepgazdálkodás
A gyepek hasznosítása hagyományosan kétféleképpen történik (terjedőben van azonban egy harmadik, energetikai hasznosítás is, lásd energiafű):
- kaszáló
- legelő

A világ szárazföldi területeinek kb. egynegyede legelő.
Magyarországon Szent György-naptól (április 24.) behajtásig, Szent Mihály-napig (szeptember 29.) – kedvező időjárás esetén tovább is – legelőről biztosítható a jószág napi tömegtakarmánya. A téli tömegtakarmány a mélyebb fekvésű, jobb vízellátású kaszálókon állítható elő.